# Gymnetina grossepunctata
Gymnetina grossepunctata är en skalbaggsart som beskrevs av Brett C.Ratcliffe och Robert Warner 2011. Gymnetina grossepunctata ingår i släktet Gymnetina och familjen Cetoniidae. Inga underarter finns listade i Catalogue of Life.